# Wells Fargo Center (Los Angeles)
Het Wells Fargo Center is een complex in Los Angeles, Californië. De Wells Fargo Tower en de KPMG Tower vormen samen een tweelingwolkenkrabber. Er zijn meerdere 'Wells Fargo Centers'. Voorbeelden hiervan zijn die in Salt Lake City en in Minneapolis.

## Wells Fargo Tower
De Wells Fargo Tower is de hoogste wolkenkrabber op het complex. Je ziet de toren op de afbeelding rechts.